# Abdulaziz Hatem
Abdulaziz Hatem Muhammad Abdulla (arab. ‏عبد العزيز حاتم محمد عبد الله‎, ur. 28 października 1990 w Dosze) – katarski piłkarz grający na pozycji środkowego pomocnika w klubie Ar-Rajjan SC i reprezentacji Kataru. Złoty medalista Pucharu Azji 2019.

## Kariera
Abdulaziz Hatem swoją seniorską karierę rozpoczynał w Al-Arabi SC. Z klubem zdobył Puchar Szejka Jassima. W 2015 przeniósł się Al-Gharafa. W klubie rozgrał 95 spotkań, zdobywając Puchar Kataru. W 2019 roku zdecydował się na transfer do Ar-Rajjan SC. W lidze katarskiej rozegrał już niespełna 200 meczów.
Abdulaziz Hatem w reprezentacji Kataru zadebiutował 30 grudnia 2009 roku w meczu z Koreą Północną. Pierwszego gola strzelił 24 marca 2018 w meczu przeciwko Irakowi. Znalazł się w kadrze na Pucharu Azji 2019. Katar wygrał ten turniej, a Hassan był na nim podstawowym środkowym pomocnikiem i zdobył dwa gole w meczu z Koreą Południową i w finale z Japonią. 
Uczestniczył także w Copa América 2019, Złotym Pucharze CONCACAF 2021, Mistrzostwach Świata 2022 i Pucharze Azji 2023.